# Harry Snell (Radsportler)

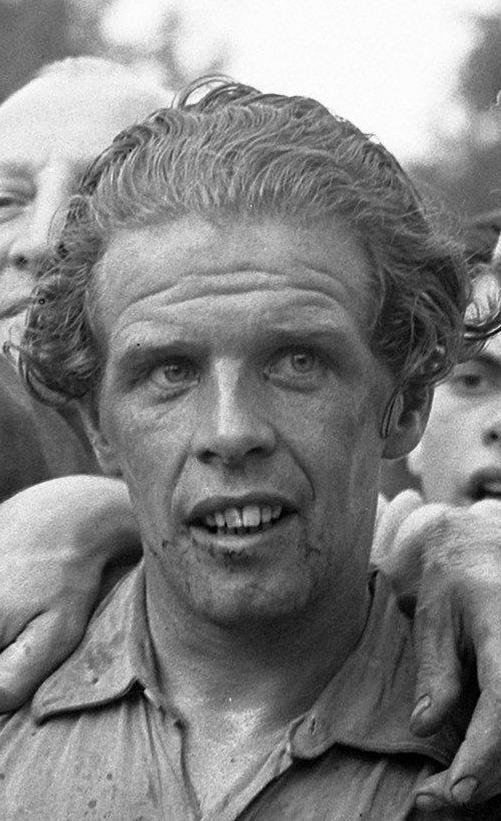
Harry Snell (1948)

Harry Astric Snell (* 7. Oktober 1916 in Borås; † 8. Mai 1985 ebenda) war ein schwedischer Radrennfahrer.
Harry Snell, der für den Verein IK Ymer startete,  war der dominierende schwedische Radrennfahrer von den 1940er bis in die 1950er Jahre. Sein größter Erfolg war der Sieg bei der Straßenweltmeisterschaft der Amateure 1948 im niederländischen Valkenburg aan de Geul. Im selben Jahr startete er bei den Olympischen Spielen in London: in der Mannschaftswertung belegte das schwedische Team Platz fünf, im Einzelrennen wurde Harry Snell Fünfter.
Viermal wurde Snell schwedischer Meister im Straßenrennen und errang weitere nationale Titel im Einzel- und im Mannschaftszeitfahren sowie in der Staffel. Dreimal – 1944, 1945 und 1948 – gewann er zudem das wichtige schwedische Rennen Rund um Mälaren (Mälaren Runt) 1946 konnte er die Nordische Meisterschaft im Straßenrennen gewinnen.